# Синяк (гора)
Синяк — высокая, с отвесными склонами гора в Горганах. Высота — 1665 м. Расположена в пределах Карпатского национального природного парка, в Надворнянском районе Ивано-Франковской области, неподалёку от сел Поляница и Татаров. Массив горы простирается с юго-востока на северо-запад, где завершается второй вершиной, по названию Малый Горган (1592 м). До высоты примерно 1300 м гора Синяк покрыта лесом. Выше начинаются альпийские луга, а ещё через 100 м — сплошные каменистые россыпи.
Гора Синяк является популярным пунктом для пешеходных маршрутов в выходной день. С вершины Синяка видны соседние хребты: Довбушанка (на северо-западе) и Яворник (на северо-востоке). Отсюда же открывается великолепная панорама на горнолыжный курорт Буковель, а также вид на самый высокий хребет Украинских Карпат — Черногора, с вершинами Говерлы (2061 м) и Петрос (2020 м).